# Dicymbium pingqianense
Espèce
Dicymbium pingqianense est une espèce d'araignées aranéomorphes de la famille des Linyphiidae.

## Distribution
Cette espèce est endémique de Chongqing en Chine,. Elle se rencontre dans le xian de Wushan.

## Description
Le mâle holotype mesure 1,76 mm et la femelle paratype 2,03 mm.

## Systématique et taxinomie
Cette espèce a été décrite par Irfan, Wang et Zhang en 2023.

## Étymologie
Son nom d'espèce, composé de pingqian et du suffixe latin -ense, « qui vit dans, qui habite », lui a été donné en référence au lieu de sa découverte, Pingqian.

## Publication originale
- Irfan, Wang & Zhang, 2023 : « Survey of Linyphiidae spiders (Arachnida: Araneae) from Wulipo National Nature Reserve, Chongqing, China. » European Journal of Taxonomy, vol. 871, p. 1-85 (texte intégral).